# Silesian Sound
Silesian Sound – septet pochodzący z Ustronia istniejący od 2004 roku grający muzykę inspirowaną głównie reggae, roots, dancehall i innymi. Zespół składa się z siedmiu członków – trzech wokalistów oraz instrumentalistów. W początkowej fazie działalności grali pod nazwą Silesian Sound System jako typowy sound system – bez instrumentalistów z selektorem.

## Historia
W maju 2004 powstaje projekt Ragga w ramach hip-hopowego składu Sonda (członkowie: Record, Chv, Fester, Cami, Ceen). W czerwcu 2004 roku Ceen, Chvaściu i Demel zawiązują nowy skład Silesian Sound System. W maju 2005 roku ukazuje się polsko-czeska składanka International Hip Hop Uunderground Compilation Undergroung Units VOL.1 wydana przez Faiby Jamaica. W sierpniu 2005 roku ukazuje się demo, natomiast we wrześniu 2005 ukazuje się teledysk. Pod koniec roku – w grudniu 2005 jest premiera składanki Rap Style 2. W styczniu 2006 ukazuje się teledysk Dancehall.

## Dyskografia
- 2005 – International Hip Hop Uunderground Compilation Undergroung Units VOL.1 (udział w składance)
- 2005 – Demo (jako zespół Silesian Sound System)
- 2006 – Polski ogień (udział w składance)
- 2006 – Rap Style vol.2 (udział w składance)
- 2006 – Witamy w Polsce (udział w składance)
- 2008 – Moje Miejsce (jako "Silesian Soundsystem")
- 2009 - Ceen And Chv Like Dancehall (jako "Silesian Soundsystem")
- 2011 - Korzenie moje Chvasciu solo
- 2013 - Po Godzinach CEEN solo

## Teledyski
- 2006 – Dancehall
- 2011 - Pierwsze spotkanie- Chvasciu solo Korzenie moje

## Skład
- Ceen – wokal
- Chv – wokal
- Fester – wokal
- Wojciech Zubrzycki – gitara
- Roman Sudlitz – klawisze
- Patrol – bas
- Qbs – perkusja